# Julius Theodor Christian Ratzeburg
Julius Theodor Christian Ratzeburg (Berlín, 16 de febrero de 1801 - Berlín, 24 de octubre de 1871) 
fue un zoólogo, botánico, entomólogo y experto forestal alemán.

## Biografía
Era hijo de un profesor de la Escuela de Veterinaria. Estudia medicina y Ciencias naturales en Berlín, interesándose principalmente con la botánica. Será conferenciante privado en la Universidad en 1828. Ratzeburg estuvo en contacto con los hermanos Alexander (1769-1859) y Wilhelm von Humboldt (1767-1835). Será profesor de Historia natural en 1831 en la Escuela forestal de Eberswalde, situada a 50 km al nordeste de Berlín, por invitación de Friedrich W.L. Pfeil (1783-1859). Ratzeburg funda el Jardín botánico forestal, trabajando hasta su retiro en 1869. Y retorna a Berlín donde fallece a los 70 años.
Ratzeburg fue autor de importantes obras de entomología forestal y es considerado creador de esa disciplina. Se interesó notablemente por las especies parásitas, no contentándose con solo nombrarlas científicamente, sino interesándose sistemáticamente con su biología y con la relación que esas especies entretejían con sus huéspedes. Asimismo con las especies parasitadas que estudia, Ratzeburg describirá todos los estadios de los insectos, su ciclo vital y, tanto como fuera posible, sus enemigos.
En su monumental obra, Die Ichneumonen der Forstinsecten, que preparó en tres volúmenes, de 1844 a 1852, Ratzeburg describe 600 especies de parásitos, con su ciclo vital y sus relaciones ecológicas con sus huéspedes.
De 1817 a 1824, publica, con Johann Friedrich von Brandt (1802-1879) Medizinische Zoologie (o Zoología medica), que fue obra de referencia durante numerosos años.
Una gran parte de sus colecciones fueron destruidas durante la Segunda Guerra Mundial, ya que al evacuarlas para protegerlas del avance de las tropas soviéticas, intentando transportarlas hacia el oeste, mas el tren de transporte fue malamente bombardeado.

## Algunas publicaciones

### En entomología
- Die Forstinsekten. Berlín 1837–1844, tres vols. y un suplemento ; reeditado en Viena en 1885
- Die Waldverderber und ihre Feinde. Berlín, 1841, novena reedición de Johann Friedrich Judeich (1828-1894) y de Hinrich Nitsche (1845-1902) con el título de Lehrbuch der mitteleuropäischen Insektenkunde. Viena, 1885, con una biografía
- Die Ichneumonen der Forstinsecten in forstlicher und entomologischer Beziehung. Berlín 1844–1852, tres vols.
- Die Nachkrankheiten und die Reproduktion der Kiefer nach dem Fraß der Forleule. Berlín, 1862
- Die Waldverderbnis oder dauernder Schaden, welcher durch Insektenfraß, Schälen etc. an lebenden Waldbäumen entsteht. Berlín, 1866–1868, dos vols.

### Otras publicaciones
- Medizinische Zoologie, con Brandt. Berlín, 1827–1834, dos vols.
- Abbildung und Beschreibung der in Deutschland wild wachsenden Giftgewächse, con Brandt y con Philipp Phöbus (1804-1880). Berlín 1834; reeditado en 1838
- Forstnaturwissenschaftliche Reisen. Berlín 1842
- Die Standortsgewächse und Unkräuter Deutschlands. Berlín 1859
- Forstwissenschaftliches Schriftstellerlexikon. Berlín 1872–1873

- La abreviatura «Ratzeb.» se emplea para indicar a Julius Theodor Christian Ratzeburg como autoridad en la descripción y clasificación científica de los vegetales.[1]